# مسرح تجريبي

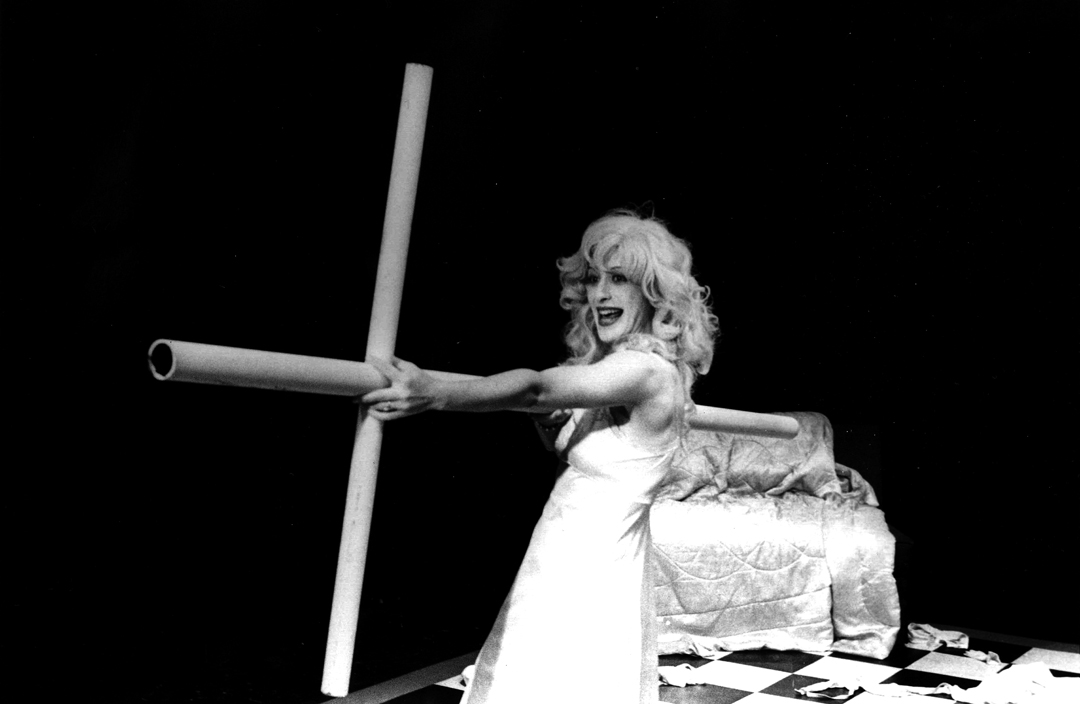

بدأ المسرح التجريبي (المعروف أيضًا بالمسرح الطليعي) في المسرح الغربي في أواخر القرن التاسع عشر مع مسرحية الملك أوبو لألفريد جاري كرفض لكل من العصر خصوصًا، والطرق السائدة في الكتابة والإنتاج عمومًا. تغير المصطلح بمرور الوقت مع تبنى عالم المسرح العام العديد من الأشكال التي كانت تعتبر ذات يوم متطرفة.
أُنشئ المسرح التجريبي، مثل النماذج الحركة الطليعية الأخرى، كرد فعل لأزمة ثقافية عامة متصورة. رغم اختلاف النهج السياسية والرسمية، عارض المسرح الطليعي المسرح البرجوازي. وحاول تقديم استخدام مختلف للغة والجسد لتغيير نمط الإدراك وإنشاء علاقة جديدة أكثر نشاطًا مع الجمهور.
من شخصيات المسرح التجريبي على صعيد الشرق الأوسط في لبنان لوسيان بورجيلي وفي قطر حمد عبد الله الرميحي، وفي مصر فريق الخشبة المقدسة وفريق تياترو للمسرح المستقل وفرقة البطل المسرحية بالسنطه وفرقة أوبن مايند المسرحية.

## العلاقات مع الجمهور
يصف مخرج المسرح التجريبي والكاتب المسرحي الشهير بيتر بروك مهمته بأنها بناء لـ «...مسرح ضروري، يعتبر الفرق بين الممثلين والجمهور فيه اختلافًا عمليًا فقط، وليس اختلافًا أساسيًا».
يعتبر الحضور عادةً مراقبين سلبيين. أراد العديد من ممارسي المسرح التجريبي تحدي هذا. أراد برتولت بريشت مثلًا حشد جمهوره من خلال جعل الشخصية المسرحية تخترق «الجدار الرابع» غير المرئي، وطرح أسئلة الجمهور مباشرةً، دون تقديم الإجابات، وبالتالي جعلهم يفكرون بأنفسهم؛ أراد أوغوستو بوال أن يتفاعل جمهوره مباشرة مع الحدث؛ وأراد أنطونين أرتو أن يؤثر عليهم مباشرة على مستوى اللاوعي. حدد بيتر بروك مثلث علاقات خلال الأداء: علاقات المؤدين الداخلية، وعلاقات المؤدين ببعضهم البعض على خشبة المسرح، وعلاقتهم بالجمهور. تحدثت مجموعة المسرح التجريبي البريطاني دولة الرفاه الدولية عن دائرة احتفالية في أثناء الأداء، شكل الممثلون نصفها، والجمهور النصف الآخر، وتركزت الطاقة في المنتصف.
بالإضافة إلى الآثار الأيديولوجية لدور الجمهور، خاطبت المسارح والعروض الجمهور أو أشركته بطرق متنوعة. شُكك في دور قوس البروسينيوم (قوس المسرح)، في العروض التي جازفت بالدخول إلى الأماكن غير المسرحية. أشركت الجماهير بطرق مختلفة، غالبًا كمشاركين نشطين في العمل على مستوى عملي للغاية. وحتى ى عند استخدم قوس بروسينيوم، كان قد قُوض استخدامه المعتاد.
يمكن أن تتراوح مشاركة الجمهور من مطالبة المتطوعين بالصعود على المسرح إلى جعل الممثلين يصرخون في وجوه أفراد الجمهور. عند استخدام طريقة مشاركة الجمهور، يدعو المؤدي الجمهور إلى الشعور بطريقة معينة تؤدي إلى تغيير مواقفهم وقيمهم ومعتقداتهم المتعلقة بموضوع الأداء. فقد تقترب الشخصية، في عرض عن التنمر مثلًا من أحد أفراد الجمهور، وتقييمهم وتتحداهم للقتال فوريًا. وبذلك تجسد نظرة الرعب على وجه عضو الجمهور بقوة رسالة التنمر للعضو وبقية الجمهور.
ماديًا، اتخذت مساحات المسرح أشكالًا مختلفة، وأعاد الممارسون استكشاف طرق مختلفة للأداء المسرحي وأُجريت الكثير من الأبحاث على مساحات المسرح الإليزابيثي واليوناني. دُمج هذا في التيار الرئيسي، إذ يتمتع المسرح الوطني في لندن مثلًا بمساحة اجتياز مرنة للغاية إليزابيثية نوعًا ما (دورفمان)، ومساحة بروسينيوم (ليتيلتون) ومساحة المدرج (أوليفيه)، أراد المخرجين والمهندسين المعماريين التخلص من أولوية قوس بروسينيوم. كان جاك كوبو شخصية مهمة من ناحية تصميم المسرح، وحرص جدًا على الابتعاد عن تجاوزات الطبيعانية للوصول إلى طريقة مختصرة أكثر تمثيلية للنظر إلى المسرح.

## السياقات الاجتماعية
دفعت زيادة إنتاج المسارح التجريبية منذ خمسينيات حتى ستينيات القرن الماضي البعض إلى الاستشهاد بالعلاقة بين المجموعات المسرحية والسياقات الاجتماعية والسياسية التي عُرضت فيها. برزت بعض المجموعات في تغيير الوجه الاجتماعي للمسرح بدلًا من مظهره الأسلوبي. استخدم المؤدون مهاراتهم للمشاركة في شكل من أشكال الأنشطة الثقافية، وذلك في شكل مسرح التهيج الدعامي التعليمي أحيانًا، واعتبر البعض (مثل دولة الرفاه الدولية) بيئة الأداء بيئة يمكن أن ينشأ فيها مجتمع صغير ويمكنه قيادة أسلوب حياة بديل عن أسلوب المجتمع الأوسع المعروضة فيه. في دراسة للتطورات المسرحية في أمريكا الجنوبية خلال الستينيات، تجسدت شعبية نويفو ثياترو (المسرح الجديد) وسط التغيير والابتكارات المترتبة على التطورات الاجتماعية  والسياسية في تلك الفترة. نُظمت هذه المبادرة المسرحية حول مجموعات أو جماعة مدفوعة بأحداث محددة وموضوعات مرتبطة بالهوية الطبقية والثقافية، التي مكنت جمهورها وساعدت في خلق حركات امتدت عبر الحدود الوطنية والثقافية. وشملت المشاريع الطوباوية، التي سعت إلى إعادة بناء الإنتاج الاجتماعي والثقافي، الذي شمل أهدافها.